# 7233 Majella
A 7233 Majella (ideiglenes jelöléssel 1986 EQ5) a Naprendszer kisbolygóövében található aszteroida. G. DeSanctis fedezte fel 1986. március 7-én.